# Списък на великите князе на Киевска Рус

## Велики князе на Киевска Рус (882 – 1132)
- Рюрик (†879) (862 – 879), княз новгородски, родоначалник на династията Рюриковичи
- Олег (†912) (882 – 912), 1-ви велик киевски княз, родственик на Рюрик, княз новгородски (879 – 882)
- Игор I Рюрикович (876 – 945) (912 – 945), син на Рюрик, княз новгородски (882 – 912)
- Светослав I Игоревич (ок. 930 – 972) (945 – 972), син на Игор I
- Ярополк I Светославович (†980) (972 – 980), втори син на Светослав I, княз новгородски (977 – 979)
- Владимир I Светославович Велики (†15.7.1015) (980 – 1015), първи син на Светослав I, княз новгородски (969 – 977; 979 – 987)
- Святополк I Владимирович Окаяния (ок. 980 – 1019/1020) (1015 – 1016; 1018 – 1019), пети син на Владимир I, княз турово-пински (989 – 1015)
- Ярослав I Владимирович Мъдри (†20.2.1054) (1016 – 1018; 1019 – 1054), трети син на Владимир I, княз новгородски (1010 – 1019), княз ростово-суздалски (989 – 1010), княз тмутаракански (1036 – 1054), княз черниговски (1036 – 1054)
- Изяслав I Ярославович (1024 – 3.10.1078) (1054 – 1068; 1069 – 1073; 1077 – 1078), трети син на Ярослав I, княз новгородски (1052 – 1054), княз турово-пински (1042 – 1052)
- Всеслав Брячиславович (†14.4.1101) (1068 – 1069), правнук на Владимир I, княз полоцки (1044 – 1067; 1070; 1071 – 1101)
- Светослав II Ярославович (1027 – 27.12.1076) (1073 – 1076), четвърти син на Ярослав I, княз черниговски (1054 – 1073), княз владимиро-волински (? -1054)
- Всеволод I Ярославович (1030 – 13.4.1093) (1077; 1078 – 1093), пети син на Ярослав I, княз переяславски (1054 – 1073), княз ростово-суздалски (1054 – 1066), княз тмутаракански (1079 – 1081), княз черниговски (1073 – 1076; 1077 – 1078)
- Святополк II Изяславович (1050 – 16.4.1113) (1093 – 1113), втори син на Изяслав I, княз смоленски (1064 – 1069), княз полоцки (1069 – 1072), княз туровсо-пински (1072; 1077 – 1078), княз на Полша (1073 – 1077), княз новгородски (1078 – 1088), княз туровски и вишгородски (1088 – 1093)
- Владимир II Всеволодович Мономах (1053 – 19.5.1125) (1113 – 1125), първи син на Всеволод I, княз ростовски (1066 – 1073), княз черниговски (1077; 1077 – 1078; 1078 – 1094), княз переяславски (1094 – 1113)
- Мстислав I Владимирович Велики (1076 – 15.4.1132) (1125 – 1132), първи син на Владимир II, княз новгородски (1088 – 1095; 1095 – 1113; 1114 – 1117), княз ростовски (1095).[1][2][3]

През 1132 г. Киевска Рус се разпада на отделни независими княжества, като най-голямото от тях започва да нарича Велико Киевско княжество.[източник? (Поискан днес)]

## Велики князе на Киевското княжество (1132 – 1263)
- Ярополк II Владимирович (ок. 1079 – 18.2.1139) (1132 – 1139), втори син на Владимир II Всеволодович Мономах, княз переяславски (1114 – 1132)
- Вячеслав Владимирович (1083 – 13.11.1154) (1139; 1151 – 1154, съвместно с Изяслав II), четвърти син на Владимир II Всеволодович Мономах, княз смоленски (1113 – 1125), княз турово-пински (1125 – 1132; 1134 – 1142; 1142 – 1146), княз переяславски (1132 – 1134; 1142)
- Всеволод II Олегович (1094 – 1.7.1146) (1139 – 1146), внук на Светослав II Ярославович, княз новгород-северски (1115 – 1127), княз черниговски (1127 – 1139), княз новгородски (1139)
- Олегович (†19.9.1147) (1.8 – 13.8.1146), внук на Светослав II Ярославович
- Изяслав II Мстиславович (ок. 1097 – 13.11.1154) (1146 – 1149; 1150; 1151 – 1154, съвместно с Вячеслав Владимирович), втори син на Мстислав I Владимирович Велики, княз полоцки (1129 – 1132), княз переяславски (1132; 1142 – 1146), княз туровски (1132 – 1134), княз владимиро-волински (1135 – 1141; 1149 – 1151)
- Юрий Долгорукий (ок. 1091 – 15.5.1157) (1149 – 1150; 1150 – 1151; 1154 – 1157), шести син на Владимир II Всеволодович Мономах, княз ростово-суздалски (1096 – 1149), княз переяславски (1135)
- Ростислав I Мстиславович (ок. 1110 – 14.3.1168) (1154; 1159 – 1161; 1162 – 1167), четвърти син на Мстислав I Владимирович Велики, княз смоленски (1125 – 1160), княз новгородски (1153)
- Изяслав III Давидович (†6.3.1162) (1154; 1157 – 1159; 1161 – 1162), внук на Светослав II Ярославович, княз черниговски (1152 – 1154; 1155 – 1157), княз владимиро-волински (1159 – 1160)
- Владимир Мстиславович (1131 – 30.5.1172) (1167; 1171), пети син на Мстислав I Владимирович Велики, княз владимиро-волински (1154 – 1157)
- Мстислав II Изяславович (13.8.1172) (1167 – 1169; 1170), първи син на Изяслав II Мстиславович, княз переяславски (1146 – 1149; 1151 – 1155), княз владимиро-волински (1158 – 1159; 1160 – 1168)

През 1169 Киев е опустошен от Андрей Боголюбски, който продължава да управлява от Владимир (вижте Велик княз на Владимир-Суздал). Въпреки това повечето от следващите владетели на Киев се смятат за велики князе и наследници на Киевска Рус.
- Глеб Юриевич (†20.1.1171) (1169 – 1170; 1170 – 1171), шести син на Юрий Долгорукий, княз переяславски (1155 – 1169)
- Михаил I Юриевич (1151 – 20.6.1176) (1171), десети син на Юрий Долгорукий, княз владимиро-суздалски (1175; 1176 – 1177)
- Роман I Ростиславович (†14.6.1180) (1171 – 1173; 1174 – 1176), първи син на Ростислав I Мстиславович, княз смоленски (1160 – 1172; 1174 – 1175; 1177 – 1180), княз новгородски (1178 – 1179)
- Всеволод III Юриевич Голямото кнездо (1154 – 14.4.1212) (1173), единадесети син на Юрий Долгорукий, княз переяслав-залески (1176 – 1177), княз владимиро-суздалски (1177 – 1212)
- Рюрик Ростиславович (†1212) (1173; 1181; 1194 – 1200; 1203 – 1204; 1205 – 1206; 1207 – 1210), четвърти син на Ростислав I Мстиславович, княз новгородски (1170 – 1171), княз черниговски (1210 – 1212)
- Ярослав II Изяславович (†1174/1180) (1173 – 1174; 1174), втори син на Изяслав II Мстиславович, княз турово-пински (1146), княз новгородски (1148 – 1153), княз владимиро-волински (1168 – 1173)
- Светослав III Всеволодович (†7.7.1194) (1174; 1176; 1176 – 1181; 1181 – 1194), първи син на Всеволод II Олегович, княз новгородски (1140), княз владимиро-волински (1141 – 1146), княз туровски (1142; 1154), княз новгород-северски (1157 – 1164), княз черниговски (1164 – 1177)
- Роман II Мстиславович (ок. 1153 – 19.6.1205) (1200; 1204), първи син на Мстислав II Изяславович, княз новгородски (1168 – 1170), княз владимиро-волински (1173 – 1188; 1188 – 1205), княз галицки (1188; 1199 – 1205)
- Ингвар Ярославович (†сл. 1212) (1200 – 1203; 1204 – 1205; 1214), първи син на Ярослав II Изяславович, княз владимиро-волински (1207)
- Ростислав II Рюрикович (13.4.1172 – 1218) (1205), първи син на Рюрик Ростиславович, княз галицки (1207)
- Всеволод IV Светославович Черемни (†1212) (1206; 1207; 1210 – 1212), трети син на Светослав III Всеволодович, княз черниговски (1204 – 1206; 1207 – 1210)
- Мстислав III Романович (†юни 1223) (1214 – 1223), втори син на Роман II Мстиславович, княз псковски (1180 – 1195), княз смоленски (1197 – 1213)
- Владимир IV Рюрикович (1187 – 3.3.1239) (1223 – 1234; 1236 – 1238), втори син на Рюрик Ростиславович, княз переяславски (1206 – 1213), княз смоленски (1213 – 1219)
- Изяслав IV Мстиславович (1186 – 1239) (1235 – 1236; 1236), втори син на Мстислав III Романович, княз смоленски (1236)
- Михаил II Всеволодович (1179 – 20.9.1246) (1235; 1238 – 1239; 1243 – 1246), първи син на Всеволод IV Светославович Черемни, княз переяславски (1206), княз черниговски (1223 – 1224; 1225 – 1229; 1229 – 1235; 1243 – 1246), княз новгородски (1224; 1229), княз галицки (1235 – 1238)
- Ярослав III Всеволодович (8.2.1191 – 30.9.1246) (1236; 1238; 1243 – 1246), трети син на Всеволод III Юриевич Голямото кнездо, княз переяславски (1201 – 1206), княз переяслав-залески (1208; 1212 – 1238), княз рязански (1209 – 1212), княз новгородски (1215; 1221 – 1223; 1224 – 1228; 1230 – 1236), княз владимиро-суздалски (1238 – 1246)
- Ростислав III Мстиславович (†до 1270) (1239), правнук на Ростислав I Мстиславович, княз смоленски (1230 – 1232)
- Александър I Ярославович Невски (30.5.1220 – 14.11.1263) (1246 – 1263), втори син на Ярослав III Всеволодович, княз новгородски (1236 – 1240; 1241 – 1252; 1257 – 1259), княз псковски (1236 – 1240; 1242 – 1252), княз дмитровски (1238 – 1246), княз переяслав-залески (1238 – 1263), княз суздалски (1252 – 1256).[4][3][5][6]

През декември 1240 г. Великото Киевско княжество е подложено на татарско разорение. До 1362 г. Киев е непрекъснато плячкосван от татарските орди, а от 1362 до 1471 г. е под властта на великите литовски князе. В периода 1471 – 1654 г. е в състава на Жечпосполита, а от 1686 г. – в състава на Русия.